# Келтско море
Келтско море (на английски: Celtic Sea; на ирландски: An Mhuir Cheilteach; на уелски: Y Môr Celtaidd; на корнуолски: An Mor Keltek; на бретонски: Ar Mor Keltiek; на френски: La Mer Celtique) е море в Атлантическия океан.
Разположено е на юг от остров Ирландия, на югозапад от остров Великобритания, и на запад от Бретанския регион във Франция.
Келтско море има морски граници с Ла Манш, Бристълския залив и протока Свети Георги. То е крайбрежно море.